# Juifen
De Juifen is een 1924 meter hoge bergtop in het Karwendelgebergte. De berg behoort tot het Vorkarwendel, een zijketen van dit gebergte en ligt ten westen van het Achental. De top is vanuit het Walchental tussen het stuwmeer Sylvensteinsee en het meer Achensee met een makkelijke bergtocht te bereiken en wordt 's winters ook veelvuldig met ski's en sneeuwschoenen beklommen.